# Bukový vrch
Bukový vrch (1019 m) – szczyt w południowo-wschodniej części Gór Czerchowskich we wschodniej Słowacji. Jest kulminacją na grzbiecie wybiegającym na północ z masywu Veľkej Javoriny. Ze szczytu widok daleko na zachód – na Góry Lewockie i Tatry.

## Szlaki turystyczne
czerwony: wieś Miháľov – wieś Hervartov – Žobrák – przełęcz Žobrák – Bukový vrch – Čergov – przełęcz Čergov – wieś Hradisko – wieś Terňa